# 騎手招待競走
騎手招待競走（きしゅしょうたいきょうそう）とは、ある1つの競馬場・施行団体が、別の競馬場・施行団体に所属する騎手を招いて開催する競馬の競走のことである。

## 概要
日本における競馬騎手の免許は中央競馬と地方競馬の2種類があり、中央競馬の免許を持つ騎手が地方競馬の競走で騎乗すること、逆に地方競馬の免許を持つ騎手が中央競馬の競走に騎乗することは自由にできない。地方競馬のなかでもあるブロック（南関東、岩手など）に所属する騎手が別のブロックの競馬場での競走に騎乗することも原則できず、指定競走、交流競走、特別指定交流競走などの競走に出走する同じ競馬場所属の馬に騎乗する場合や期間限定騎乗騎手になった場合のみ所属外の競馬場でも騎乗ができる。また日本国外の騎手も遠征馬に騎乗する場合や短期免許が交付された場合のみしか、日本の競馬場では騎乗できない。
一方、騎手招待競走は開催する競馬場が所属外の騎手を招待し騎乗を特別に認める競走であり、招待された騎手が開催競馬場所属の騎手とともに優勝を争う競走である。騎乗する馬は開催競馬場に所属している馬で、誰がどの馬に騎乗するかは抽選によって決定される。
騎手招待競走の目的として中央競馬・地方競馬間や地方競馬各ブロック間の交流を深めること、普段は対戦することのない各競馬場、さらには日本国外のトップジョッキーたちの戦いをファンに楽しんでもらうことなどがあげられる。

## 日本のおもな騎手招待競走
- ワールドオールスタージョッキーズ（2015年 - 、札幌競馬場）

略称：WASJ。2014年まで秋季に行われていたワールドスーパージョッキーズシリーズ（WSJS）をリニューアルしたもので、中央競馬所属騎手・地方競馬代表騎手・外国からの招待騎手（創設以来、海外の女性騎手が必ず1名以上招聘されている）が集い、4競走のポイント制で行われる。WSJSと同様に個人戦のほか、中央競馬所属騎手の「JRA選抜チーム」と地方競馬・海外招待騎手の「WAS選抜チーム」によるチーム対抗戦の要素も取り入れている。
- ヤングジョッキーズシリーズ（2017年 - 、持ち回り）

見習騎手の注目度を一段と高め、騎乗数の増加および騎乗技術の向上を図るとともに、年末の中央競馬および地方競馬双方を盛り上げるため、中央および地方所属の見習騎手による競走。全国の地方競馬場で実施する「トライアルラウンド」と年末の「ファイナルラウンド」で構成され、ファイナルラウンドの出場騎手は、トライアルラウンドの成績上位の騎手から選定される。ファイナルラウンドは2017 - 2019・2021年は大井競馬場・中山競馬場、2020年は園田競馬場・阪神競馬場で、2022年は名古屋競馬場・中京競馬場で、2023年は川崎競馬場・中山競馬場でそれぞれ行われた。2024年からは園田競馬場・中京競馬場で実施されている。
- 地方競馬ジョッキーズチャンピオンシップ（2005年 - 、持ち回り）

ワールドオールスタージョッキーズ（2014年まではワールドスーパージョッキーズシリーズ）に出場する地方競馬代表騎手を決定する競走で、各地方競馬場のトップジョッキーが鎬を削る。各競走の順位に応じたポイントの合計で順位を決定する。2005年はWSJS地方競馬騎手代表選定競走として園田競馬場で施行。2006 - 2017年はスーパージョッキーズトライアルとして、2018年より現名称に改称され、複数の競馬場での2ラウンド制で行われる。
- 佐々木竹見カップ ジョッキーズグランプリ（2003年 - 、川崎競馬場）

川崎競馬場に所属していた佐々木竹見元騎手の偉業を称え、中央・地方の前年勝利数上位騎手が争う。2競走行い、各競走の順位に応じたポイントの合計で順位を決定する。
- ゴールデンジョッキーカップ（1988年 - 、園田競馬場）

中央・地方競馬で2000勝以上の実績を挙げた騎手（「ゴールデンジョッキー」）たちによる戦い。3競走行い、各競走の順位に応じたポイントの合計で順位を決定する。
- 全日本新人王争覇戦（1986年 - 、高知競馬場）

中央・地方競馬の若手（デビュー2～3年以内。年、所属によって異なる）が集まり、騎手新人王を争う。かつては1競走で順位を決定していたが、2010年以降は2競走で行われている。
- レディースジョッキーズシリーズ（2006 - 2011・2021年 - 、持ち回り）

中央・地方競馬の女性騎手によるシリーズ戦。3か所の競馬場で施行され各競走の順位に応じたポイントの合計で順位を決定し、シリーズ表彰のほかに各競馬場ごとのラウンド表彰も設定されていた。初年度の2006年は中央競馬所属騎手は全日本レディース招待にのみ出場したが、2007年以降はすべてのラウンドに参加した。また2007年までは女性騎手が所属している競馬場のみで施行されていたが、2008年は女性騎手が所属していない金沢競馬場で施行された。なお2021年度からの再開後は地方競馬所属の女性騎手限定となった。
- M&Kジョッキーズカップ（佐賀競馬場・盛岡競馬場）

Mは「みちのく」、Kは「九州」を指す。冬季は佐賀、夏季は盛岡において岩手及び佐賀所属の騎手が招待される形で腕比べをする。2競走を行い合計ポイントで順位を決定する。かつては荒尾競馬場での2競走を含めた4競走で施行され、岩手・佐賀・荒尾の3場の騎手が参戦していた。
以上に挙げた競走のほかにも「九州里帰りジョッキーズカップ」（佐賀競馬場）などの騎手招待競走がある。

### 現在施行されていない競走
- 地方競馬騎手招待

中央競馬では1978・1982年に東京競馬場と京都競馬場で、1980・1984年に中山競馬場と阪神競馬場で施行された。
地方競馬では地方競馬内での招待競走として、中央競馬とほぼ同じ時期から毎年上山競馬場・園田競馬場・笠松競馬場で施行されていた。1988年から笠松競馬場に替わって高崎競馬場で施行されるようになり、1993年には名古屋競馬場でも施行された。1997年からは園田競馬場のみの施行となり、1998年をもって終了した。
- 中央競馬騎手招待

中央競馬での「地方競馬騎手招待」とほぼ同じくして施行が始まった。各競馬場が独自に施行していたが、1999年10月に園田競馬場で施行された競走が最後となった。
- ワールドスーパージョッキーズシリーズ（1987 - 2014年、阪神競馬場・東京競馬場）

略称：WSJS。中央・地方競馬、さらにはヨーロッパや北アメリカ、オーストラリアの名騎手が集まり、覇を競う。2日間で4競走を行い、各競走の順位に応じたポイントの合計で順位を決定する。2010年に初めて東京競馬場にて1日3競走で開催され、以降西暦偶数年は東京（11月）、奇数年は阪神（12月）で東西交互に実施された。
- インターナショナルジョッキーズ（1988 - 1999年、東京競馬場）

ジャパンカップが施行される週に、同競走に騎乗する外国人騎手を対象に合計2競走施行された。ただし、ポイント制ではなく、中央競馬の騎手も選抜ではなく通常の競走同様に騎乗した。1987年以前は奥多摩特別・神代特別の2競走に「外国騎手招待」の副題を付して施行され、また指定された競走にも外国人騎手が騎乗することができた。
- ヤングジョッキーズワールドチャンピオンシップ（1992 - 1996年、中山競馬場）

3月の中山競馬開催第3週目に日本国外から6名、地方競馬から2名の若手騎手を招いて中央競馬から4名の合計12名で1日に2競走、2日間の開催で合計4競走を芝コースのみで施行した。1992・1993年は若手時代のランフランコ・デットーリが連覇し、特に1993年は4レース中3レースで勝利する活躍を見せた。
- 韓国騎手招待（1995 - 1997年、中山競馬場）

韓国馬事会杯が施行される当日に、韓国から騎手を招いて1日に2競走施行された。1995年の第2戦ではパク・テージョンがキクノシンザンに騎乗し2着に入った。
- アジアジョッキーズ（1996 - 1999年、中京競馬場）

アジアウィークが施行される週に、アジア各国から騎手を招いて合計2競走（1996・1999年は土・日曜各1競走、1997・1998年は1日2競走）施行された。
- インターナショナルジャンプジョッキーズ（1999年、中山競馬場）

障害競走に騎乗する外国人騎手を招待して施行された。1999年4月3日に阪神競馬場で第1戦、翌4日に中山競馬場で第2戦が施行される予定であったが厩務員ストライキの影響で阪神競馬場での競走は中止となり、中山競馬場での競走のみ施行された。なお1998年以前にも日本国外の障害騎手を招待する競走が行われていた。
- ドイツ騎手招待（1999・2000年、福島競馬場）

同競馬場とバーデンバーデン競馬場との交換競走であるバーデンバーデンカップが施行される当日に、ドイツから騎手を招いて1日に2競走施行された。1999年の第1戦ではテレンス・ヘリヤーがスプリングブルックに騎乗し勝利を収めた。
- オールジャパンリーディングジョッキー（1982 - 2003年、金沢競馬場）
- 全日本リーディングジョッキーシリーズ（1977 - 2004年、大井競馬場）

地方競馬の各エリアのリーディング騎手と中央競馬所属騎手を招待して施行。1999年から「サンタアニタパーク友好交流記念競走」と合併する形で「日米友好ジョッキーズ・シリーズ」として、アメリカから騎手を招待して実施された。2003年はアメリカからの招待がなくなり、元の「全日本リーディングジョッキーシリーズ」に戻り、2004年を最後に休止となった。
- インターナショナルジョッキーカップ（1997 - 2002年、園田競馬場）
- 全日本レディース招待（2004 - 2006年、荒尾競馬場）

中央・地方の女性騎手が一堂に会し、2競走行い、各競走の順位に応じたポイントの合計で順位を決定する。2006年はレディースジョッキーズシリーズに組み込まれた（レディース招待単独の優勝も別途決定）が同年限りで終了し、同シリーズの荒尾ラウンドとして発展解消した。なお女性騎手の招待競走は昔から行われており、古くはインターナショナルクイーンジョッキーシリーズや中津競馬場の卑弥呼杯、新潟競馬場の駒子賞などがある。
- 日韓チャレンジカップ（新潟競馬場（県営））
- TeNY賞スーパージョッキーカップ（2001年、三条競馬場）

佐々木竹見、的場文男、安藤勝己を三条に招いて開催、地元の榎伸彦が勝利。新潟県競馬の廃止により、結果的にこの一回限りとなった。
- スタージョッキー交流（福山競馬場）

高知、佐賀、荒尾、兵庫などの西日本の地方競馬のトップジョッキーが福山の上位騎手と優勝を争う。1競走で順位を決定する一発勝負。
- リーディングドリームマッチ（2008年、福山競馬場）

各地の地方競馬でリーディングジョッキーとなった経験を持つ騎手を集めて1競走のみ行われた。
- ドリームジョッキーズカップ（2009年、福山競馬場）

西日本の地方競馬場に所属する通算2000勝以上の騎手を招待し、2競走のポイントの合計で順位を決定。
- 名古屋ジョッキーグランプリ（名古屋競馬場）
- ジョッキーズチームマッチ（2012 - 2013年、盛岡競馬場）
- レディスヴィクトリーラウンド（2016 - 2020年、帯広競馬場、名古屋競馬場、佐賀競馬場、高知競馬場）

4つのラウンドにおいて2競走ずつ実施し、女性騎手のみをポイントの対象として、ラウンド表彰（1〜3位）を行うとともに、4ラウンド総合優勝者を最終戦となる第4ラウンドにおいて表彰する。
- ジャパンジョッキーズカップ（2015 - 2019年、盛岡競馬場）

JRA所属騎手4名による「チームJRA」、東日本地区地方競馬所属騎手4名による「チームEAST」、西日本地区地方所属騎手4名による「チームWEST」の3チームによる対抗戦で、レース毎に着順によるポイントを付与し、それぞれのチームの騎手の3レース合計ポイントにより優勝チームを、また、個人の合計ポイントにより個人優勝者を決定する。

## 日本国外のおもな騎手招待競走
- シャーガーカップ（1999年 - 、イギリス・アスコット競馬場）
- インターナショナルジョッキーズチャンピオンシップ（1998年 - 、香港・ハッピーバレー競馬場）
- マカオ見習騎手招待競走（1993 - 2002・2004年 - 、マカオ・タイパ競馬場）
- KRA国際騎手招待競走（2005年 - 、韓国・ソウル競馬場）

外国から5名、地元・韓国から5名の10名によって3競走のポイントの合計で競う。日本からは第1回の2005年は中舘英二が参加して2位、第2回の2006年は菊沢隆徳が参加して4位、第3回の2007年は渡辺薫彦が参加して9位、第4回の2008年は村田一誠が参加して4位となっている。
- KRA国際女性騎手招待競走（2009年 - 、韓国・ソウル競馬場）
  - 女性騎手による騎手招待競走。
- エルメスカップ（2008年 - 、フランス・ドーヴィル競馬場）
- アジアヤングガンズチャレンジ（2009年 - ）

見習騎手限定の騎手招待競走。2009年はオーストラリア・フレミントン競馬場、2010年はシンガポール・クランジ競馬場で開催。
- メイダンマスターズ（2010 - 2012年、アラブ首長国連邦・メイダン競馬場）

開催前年に行われた世界の主要な11競走の優勝騎手にドバイレーシングクラブから推薦された騎手を加えた12人によって2日間4競走のポイント合計で優勝を争う。
- STCインターナショナルジョッキーズチャレンジ（2020年 - 、サウジアラビア・キングアブドゥルアジーズ競馬場）